# Denim and Leather
Denim and Leather è il quarto album dei Saxon, uscito nel 1981 per l'etichetta discografica Carrere Records.

## Il disco
Il disco venne realizzato dopo un lungo e soddisfacente tour che portò il gruppo anche in Giappone. Grazie alla calorosa accoglienza raccolta ai concerti, i Saxon decisero di dedicare l'album ai loro fan. L'album si fa notare per la maggior melodia rispetto al precedente e furioso Strong Arm of the Law e per la presenza di Princess Of The Night, Denim And Leather e And The Bands Played on, cavalli di battaglia ancora oggi suonati dal vivo. Il disco è inoltre l'ultima prova in studio con Pete Gill, fuoriuscito poco prima dell'inizio della tournée di supporto.

## Tracce
1. Princess of the Night – 4:01
2. Never Surrender – 3:15
3. Out of Control – 4:07
4. Rough and Ready – 4:51
5. Play It Loud – 4:11
6. And the Bands Played on – 2:48
7. Midnight Rider – 5:45
8. Fire in the Sky – 3:37
9. Denim and Leather – 5:25

- Canzoni scritte ed arrangiate dai Saxon.

## Formazione
- Biff Byford - voce
- Graham Oliver - chitarra
- Paul Quinn - chitarra
- Steve Dawson - basso
- Pete Gill - batteria